# Dick Lundy
Richard "Dick" Lundy, född 14 augusti 1907 i Sault Ste. Marie i Michigan, död 7 april 1990, animatör och regissör, och en av amerikansk animations mest produktiva gestalter.

## Karriär
Lundy kom att arbeta för tre av den amerikanska animationens guldålders största animationsstudior; Walt Disney Productions (där han bidrog till flera filmer med både Musse Pigg och Kalle Anka, bland annat den första filmen med Kalle Anka, Den kloka hönan), Walter Lantz Productions och MGM Cartoon Studio. Vid slutet av 1950-talet lämnade han kortfilmsanimationen och anslöt sig till Hanna-Barbera Productions, där han fram till pensioneringen på 1970-talet jobbade på flera av USA:s än idag mest kända tecknade TV-serier.
Under sin karriär kom Lundy att arbeta med en lång rad klassiska figurer: Musse Pigg, Kalle Anka, De tre små grisarna, Andy Panda, Hacke Hackspett, Bruno Björn, Droopy, Familjen Flinta, Yogi Björn, Huckleberry Hund, Jetsons och Scooby-Doo.